# شی‌هالک (لایرا)
هالک-دخت (به انگلیسی: She-Hulk) با نام اصلی لایرا، یک شخصیت خیالی ضدقهرمان در کتاب‌های کامیک منتشر شده توسط مارول کامیکس است. شخصیت هالک-دخت توسط نویسنده جف پارکر و طراح میچ برایت‌وایسر خلق شده‌است که برای اولین بار در شمارهٔ ۱ هالک: ریجینگ ثاندر (اوت ۲۰۰۸) حضور پیدا کرد. او از آینده جایگزین گاه‌شمار اصلی مارول است، و دختر شخصیت‌های ثاندرا و هالک زمین-۶۱۶ به‌شمار می‌رود.
لایرا از قدرت مشابهی با شخصیت هالک برخوردار است با تفاوت اینکه هرچه بیشتر خشمگین شود، ضعیف‌تر خواهد شد، و در حالت آرامش دارای قدرت فوق ابرانسانی می‌شود